# Konrad Góra
Konrad Góra (ur. 5 lutego 1978 w Oleśnicy) – polski poeta.

## Twórczość
Publikuje w pismach literackich m.in. „Odra”, „Cegła”, „Tygiel Kultury”, „Opcje”, „Wakat”. Debiutował zbiorem wierszy Requiem dla Saddama Husajna i inne wiersze dla ubogich duchem. Tomik ten to spóźniony debiut, który przekrojowo pokazywał dotychczasową twórczości Góry. Poeta poddaje język krytyce, jest ironiczny i wieloznaczny. Requiem dla Saddama Husajna i inne wiersze dla ubogich duchem ukazuje jego radykalne poglądy, które kieruje zarówno w stronę języka, jak i polityki. Poezja Góry jest głosem młodego pokolenia pełnego gniewu. Poza własnymi tomikami wydał wybór wierszy Anny Świrszczyńskiej Kona ostatni człowiek. Wraz z Martą Podgórnik wydali almanach najlepiej rokujących poetów roku 2013: Połów. Poetyckie debiuty 2013. Jest współredaktorem wrocławskiego artzina Papier w dole. Działacz wrocławskiego oddziału akcji Jedzenie Zamiast Bomb. W wierszach i wywiadach podkreśla swoje anarchistyczne poglądy.

## Publikacje
Tomiki poetyckie
- Requiem dla Saddama Husajna i inne wiersze dla ubogich duchem, Biblioteka Rity Baum, Wrocław 2008
- Pokój widzeń, Wydawnictwo Wojewódzkiej Biblioteki Publicznej i Centrum Animacji Kultury w Poznaniu, Poznań 2011.
- Siła niższa (full hasiok), Fundacja na Rzecz Kultury i Edukacji im. Tymoteusza Karpowicza, Wrocław 2012.
- Nie, Biuro Literackie, Stronie Śląskie 2016.
- Kalendarz majów, Biuro Literackie, Stronie Śląskie 2019.
- Dzień został w nocy. Wiersze miłości i z nienawiści, wydawnictwo papierwdole, Katalog Press, Ligota Mała-Wrocław-Dùn Èideann 2021.

Inne
- A. Świrszczyńska, Kona ostatni człowiek, Wybór i posłowie Konrad Góra, Biuro Literackie, Wrocław 2013.
- Połów. Poetyckie debiuty 2013. Wybór i redakcja Konrad Góra i Marta Podgórnik, Biuro Literackie, Wrocław 2014.
- Fontanny i muszle. Przewodnik po wrocławskich szaletach. Tomasz Żarnecki, Małgorzata Kulik, Konrad Góra, Libron, Kraków 2016.

## Nagrody i nominacje
- 3. miejsce na II Turnieju Jednego Wiersza „Wiosna Poetów” w 2007 roku
- 1. nagroda na XVII Turnieju Jednego Wiersza im. Rafała Wojaczka w 2007 roku
- 2. miejsce na IV Turnieju Jednego Wiersza „Wiosna Poetów” w 2009 roku
- 3. miejsce w Ogólnopolskim Konkursie Literackim „Złoty Środek Poezji” 2009 na najlepszy poetycki debiut książkowy roku 2008 za tom Requiem dla Saddama Husajna i inne wiersze dla ubogich duchem[1]
- zdobywca nagrody wrocławskiej „Gazety Wyborczej” „Warto” 2010 w dziedzinie literatury
- nominacja do Wrocławskiej Nagrody Poetyckiej „Silesius” w 2012 roku za tom Pokój widzeń[2]
- nominacja do Nagrody Poetyckiej im. K.I. Gałczyńskiego – Orfeusz w 2012 za tom Pokój widzeń[3]
- nominacja do Górnośląskiej Nagrody Literackiej „Juliusz” 2017 za tom Nie[4]
- nominacja do Nagrody Literackiej Gdynia 2020 w kategorii poezji za tom Kalendarz majów[5]
- nominacja do Nagrody Literackiej „Nike” 2020 za tom Kalendarz majów[6]
- nominacja do Wrocławskiej Nagrody Poetyckiej Silesius 2020 za tom Kalendarz majów[7]
- laureat Wrocławskiej Nagrody Poetyckiej Silesius 2020 w kategorii Książka Roku za tom Kalendarz majów[8] wyd. Biuro Literackie
- nominacja do nagrody WARTO 2021 Gazety Wyborczej w kategorii Literatura za wydawnictwo papierwdole[9]